# NGC 2082
NGC 2082 је спирална галаксија у сазвежђу Златна риба која се налази на NGC листи објеката дубоког неба.
Деклинација објекта је - 64° 18' 5" а ректасцензија 5h 41m 50,9s. Привидна величина (магнитуда) објекта NGC 2082 износи 11,8 а фотографска магнитуда 12,6. Налази се на удаљености од 13,050 милиона парсека од Сунца. NGC 2082 је још познат и под ознакама ESO 86-21, IRAS 05415-6419, PGC 17609.